# Brasilianische Großohrfledermaus
Die Brasilianische Großohrfledermaus (Micronycteris megalotis) ist eine Fledermausart aus der Familie der Blattnasen (Phyllostomidae), welche in Zentral- und Südamerika beheimatet ist.
Der griechische Gattungsname Micronycteris bedeutet „kleine Fledermaus“, der lateinische Artname megalotis bezieht sich auf die großen Ohren.

## Beschreibung
Micronycteris megalotis ist eine kleine Fledermaus mit großen Ohren und einem kurzen spitzen Nasenblatt, welches typisch ist für die Familie der Blattnasen. Das Fell ist braun, wobei die Basis der etwa 10 mm langen Haare weiß ist. Der Daumen ist lang und zur Hälfte in die Flughaut eingebettet. Die Flügel selber sind relativ kurz und breit, was diese Art zu einem wendigen Flieger macht. Die Füße sind lang und schlank mit einem relativ langen Kalkar, welcher das Aufspannen der Schwanzflughaut unterstützt. Der Schwanz ist kurz und ragt nur mit der Spitze aus der Schwanzflughaut. Die Gesamtlänge von Micronycteris megalotis beträgt 55–65 mm, die Unterarmlänge 32–38 mm und das Gewicht 3,4–9,1 g. Die Ohren von Micronycteris megalotis sind wie bei ihren Schwesterarten M. hirsuta und M. minuta über ein schmales Band verbunden. Micronycteris megalotis ist kleiner als M. hirsuta (Unterarmlänge <38 mm im Vergleich zu >40 mm). M. minuta hat im Gegensatz zu Micronycteris megalotis einen weißen Bauch, der Kalkar ist kürzer als der Fuß und das Band zwischen den Ohren weist eine tiefe Kerbe auf. Auch M. schmidtorum besitzt ein gekerbtes Band zwischen den Ohren und einen weißen Bauch. Der Bauch von Micronycteris megalotis ist braun, der Kalkar länger als der Fuß und das Band zwischen den Ohren besitzt nur eine leichte Kerbung. Andere Arten der Gattung Micronycteris besitzen kein Band zwischen den Ohren und sollten daher nicht mit Micronycteris megalotis zu verwechseln sein.

## Lebensweise
Die Brasilianische Großohrfledermaus ist weit verbreitet und kommt in unterschiedlichen Lebensräumen vor. Die Art ist wie die meisten Fledermäuse nachtaktiv und ernährt sich von Insekten und anderen Arthropoden. Dabei wird selten fliegende Beute ergattert, sondern die Arthropoden von der Blattoberfläche aufgesammelt. Es ist bekannt, dass Micronycteris megalotis sogar giftige Schmetterlinge der Gattung Parides aus der Familie der Ritterfalter zu sich nehmen kann. In Costa Rica besteht die Nahrung zum Ende der Regenzeit zu 70 % und während der Trockenzeit zu 30 % aus Käfern. Schmetterlinge machen bis zu 40 % der Nahrung aus. Berichten zufolge frisst Micronycteris megalotis gelegentlich auch Früchte von Ameisenbäumen (Cecropia), Feigen, Bananen, Kirschmyrten (Eugenia), Guava (Psidium guajava) und Nachtschattengewächsen wie Solanum paniculatum. Tagsüber hängt Micronycteris megalotis in hohlen Bäumen und Baumstämmen, in kleinen Höhlen und Felsspalten, in verlassenen Gebäuden, unter Brücken und in Tunneln. Den Hangplatz können sie dabei mit anderen Fledermausarten wie zum Beispiel Anoura caudifer, der Brillenblattnase (Carollia perspiciallata), Carollia subrufa, Chiroderma trinitatum, dem Gemeinen Vampir (Desmodus rotundus), dem Weißflügelvampir (Diaemus youngi), Glossophaga longirostris, Glossophaga soricina, Micronycteris minuta, dem Schwarzen Mausohr (Myotis nigricans), Natalus tumidirostris, Peropteryx kappleri, der Großen Lanzennase (Phyllostomus hastatus), Pteronotus parnellii, der Großen Sackflügelfledermaus (Saccopteryx bilineata) und der Fransenlippenfledermaus (Trachops cirrhosus) teilen. Meist hängen die Tiere zusammen mit bis zu 25 Artgenossen in einer Gruppe.

## Verbreitung und Lebensraum
Die Brasilianische Großohrfledermaus kommt von Kolumbiens bis Brasilien und im nördlichen Argentinien vor. Die IUCN schätzt die Art dank ihrer weiten Verbreitung und dem Vorkommen in geschützten Gebieten als ungefährdet ein.